# Hunderassen in der Systematik der FCI
Die Fédération Cynologique Internationale, der größte internationale kynologische Dachverband, systematisiert die durch sie anerkannten Hunderassen durch Aufteilung in Gruppen und Sektionen, die teils nochmals unterteilt sind. Eine sortierbare Liste aller Rassen befindet sich unter Liste der FCI-Hunderassen.

## Darstellung der Systematik

### Die Einteilung der Rassen in Gruppen und Sektionen
- Gruppe 1: Hütehunde und Treibhunde (ausgenommen Schweizer Sennenhunde) (siehe Kategorie:FCI-Gruppe 1)
  - Sektion 1: Schäferhunde
  - Sektion 2: Treibhunde  (ausgenommen Schweizer Sennenhunde)
- Gruppe 2: Pinscher und Schnauzer – Molosser – Schweizer Sennenhunde (siehe Kategorie:FCI-Gruppe 2)
  - Sektion 1: Pinscher und Schnauzer
    - 1.1 Pinscher
    - 1.2 Schnauzer
    - 1.3 Smoushond
    - 1.4 Russischer Schwarzer Terrier

  - Sektion 2: Molossoide
    - 2.1 Doggenartige Hunde
    - 2.2 Berghunde

  - Sektion 3: Schweizer Sennenhunde
- Gruppe 3: Terrier (siehe Kategorie:FCI-Gruppe 3)
  - Sektion 1: Hochläufige Terrier
  - Sektion 2: Niederläufige Terrier
  - Sektion 3: Bullartige Terrier
  - Sektion 4: Zwerg-Terriers
- Gruppe 4: Dachshunde (siehe Kategorie:FCI-Gruppe 4)
  - Sektion 1: Dachshund
- Gruppe 5: Spitze und Hunde vom Urtyp (siehe Kategorie:FCI-Gruppe 5)
  - Sektion 1: Nordische Schlittenhunde
  - Sektion 2: Nordische Jagdhunde
  - Sektion 3: Nordische Wach- und Hütehunde
  - Sektion 4: Europäische Spitze
  - Sektion 5: Asiatische Spitze und verwandte Rassen
  - Sektion 6: Urtyp
  - Sektion 7: Urtyp – Hunde zur jagdlichen Verwendung
- Gruppe 6: Laufhunde, Schweißhunde und verwandte Rassen (siehe Kategorie:FCI-Gruppe 6)
  - Sektion 1: Laufhunde
    - 1.1 Große Laufhunde
    - 1.2 Mittelgroße Laufhunde
    - 1.3 Kleine Laufhunde

  - Sektion 2: Schweißhunde
  - Sektion 3: Verwandte Rassen
- Gruppe 7: Vorstehhunde (siehe Kategorie:FCI-Gruppe 7)
  - Sektion 1: Kontinentale Vorstehhunde
    - 1.1 Typ „Braque“
    - 1.2 Typ „Spaniel“
    - 1.3 Typ „Griffon“

  - Sektion 2: Britische und Irische Vorstehhunde
    - 2.1 Pointer
    - 2.2 Setter
- Gruppe 8: Apportierhunde – Stöberhunde – Wasserhunde (siehe Kategorie:FCI-Gruppe 8)
  - Sektion 1: Apportierhunde
  - Sektion 2: Stöberhunde
  - Sektion 3: Wasserhunde
- Gruppe 9: Gesellschafts- und Begleithunde (siehe Kategorie:FCI-Gruppe 9)
  - Sektion 1: Bichons und verwandte Rassen
    - 1.1 Bichons
    - 1.2 Coton de Tuléar
    - 1.3 Petit chien lion

  - Sektion 2: Pudel
  - Sektion 3: Kleine belgische Hunderassen
    - 3.1 Griffons
    - 3.2 Petit Brabançon

  - Sektion 4: Haarlose Hunde
  - Sektion 5: Tibetanische Hunderassen
  - Sektion 6: Chihuahueño
  - Sektion 7: Englische Gesellschaftsspaniel
  - Sektion 8: Japanische Spaniel und Pekingesen
  - Sektion 9: Kontinentaler Zwergspaniel und andere
  - Sektion 10: Kromfohrländer
  - Sektion 11: Kleine doggenartige Hunde
- Gruppe 10: Windhunde (siehe Kategorie:FCI-Gruppe 10)
  - Sektion 1: Langhaarige oder befederte Windhunde
  - Sektion 2: Rauhhaarige Windhunde
  - Sektion 3: Kurzhaarige Windhunde

### Definition der Gruppe
Die Gruppe wurde 1983 von Raymond Triquet definiert als „Gesamtheit von Rassen, die eine bestimmte Anzahl von vererbbaren distinktiven Merkmalen gemein haben“.

### Nummern der Rassestandards
Im Prozess der Anerkennung durch die FCI bekommen die von den Mitgliedsverbänden eingereichten Rassestandards eindeutige Nummern. Aktuell umfasst die Liste der anerkannten Rassen 356 Standards (August 2023).
Die Nummern 18 (Basset d’Artois), 23 (Levesque), 26 (Chambray), 27 (Normand-Poitevin), 29 (Artésien Normand), 69 (Chien de Trait Belge), 79 (Braque Belge), 112 (Gråhund), 174 (Griffon à Poil Laineux), 178 (Braque Dupuy), 210 (Harlekinpinscher), 256 (Japanese Middle-size Dog), 258 (Sanshu) und 280 (Steinbracke) wurden gestrichen, die höchste Nummer ist 368 (Transmontano-Hirtenhund). Unter dem Standard mit der Nummer 21 (Gascon Saintongeois) werden zwei Rassen geführt: 21 Grand Gascon Saintongeois und 21(b) Petit Gascon Saintongeois.

### Ursprung und Patronat
Jede Hunderasse gehört zu einem bestimmten Mitgliedsland der FCI. Dieses Land wird als Ursprungsland der Rasse bezeichnet. Der Zuchtverband des Ursprungslands erstellt den Rassestandard der jeweiligen Rasse, der von der FCI genehmigt und in den vier offiziellen Sprachen der FCI veröffentlicht wird. Für Rassen, deren Ursprungsland nicht der FCI angehört, übernimmt entweder ein nationaler Zuchtverband oder die FCI selbst das Patronat und erfüllt die entsprechenden Aufgaben gegenüber der FCI. Ursprung und Patronat der Rasse sind im jeweiligen Rassestandard angegeben.

## Geschichte

### Systematik um 1950
Die Systematik der FCI-Rassen, die in den 1950er Jahren in Kraft trat, beschreibt der französische Kynologe Yves Surget 1988 wie folgt:
„Die alte Nomenklatur umfasste zehn Rassegruppen. Die erste Gruppe bestand aus den Hütehunden, mit und ohne Arbeitsprüfung. Die zweite Gruppe war die der Wach- und Schutzhunde (Molosser, Sennenhunde, verschiedene Spitzrassen), ebenfalls mit und ohne Arbeitsprüfung. Die dritte Gruppe bestand aus den Terriern, die vierte Gruppe war den Dackeln vorbehalten, während die fünfte und sechste Gruppe jeweils den Laufhunden für Hochwild und den Laufhunden für Niederwild gewidmet war. Schließlich folgten in der siebten Gruppe die Jagdhunde, die nicht britischen Vorstehrassen und in der achten Gruppe fanden sich die britischen Vorsteh-, Apportier- und Spanielrassen. Die neunte Gruppe bestand aus Gesellschafts- oder Begleithunden und die zehnte Gruppe bildeten die Windhunde.“
Sie war eine Klassifizierung, die sich für die Einteilung in die 10 Gruppen im Wesentlichen am Gebrauch der jeweiligen Rassen orientierte. Vorher war eine Einteilung in 11 Gruppen üblich.

### Entstehung der Systematik von 1987
Die derzeit gültige Nomenklatur der Hunderassen in der FCI wurde von der Generalversammlung der FCI im Juni 1987 in Jerusalem beschlossen. Sie beruht auf einem Vorschlag von Raymond Triquet. Dieser war zu dem Zeitpunkt Dozent an der Universität Lille III und Richter des französischen Verbands für Hundezucht Société Centrale Canine (SCC). Er war  1981 von der Zuchtkommission der FCI mit der Reform der Nomenklatur der Hunderassen beauftragt worden.
Triquet stütze sich dabei unter anderem auf die Einteilung von Pierre Mégnin aus dem Jahr 1897 (siehe Hunderasse, Historische Systematik) und Kriterien von Raoul Baron zum Körperbau von Hunden. Er ersetzte dabei die gebrauchsorientierte Klassifizierung durch eine Einteilung in Gruppen und Untergruppen aus Hunden, die demselben Typ entsprechen und  schlug vor, sie anhand gemeinsamer Merkmale zu klassifizieren.
Die neue Verteilung der Rassen auf zehn Gruppen beruhte auf verwandten morphologischen Merkmalen und auf ähnlichen Fähigkeiten, berücksichtigte aber auch administrative Erfordernisse.

## Vorläufig angenommene Rassen
Mitgliedsländer der FCI können an diese Anträge richten, neue Rassen anzuerkennen. Mit dem angenommenen Antrag wird auch eine vorläufige Nummer eines Rassestandards vergeben. Die Rassen gelten dann als „vorläufig angenommene Rassen“ und sind berechtigt, an Wettbewerben nach dem Reglement der FCI teilnehmen, sind jedoch vom CACIB ausgeschlossen.
Folgende Rassen sind von der FCI vorläufig angenommen (Rasse mit Standard-Nummer und Datum der Annahme; Stand: September 2024):
- Australian Stumpy Tail Cattle Dog (351) 6. Juli 2005
- Lancashire Heeler (360) 1. Mai 2016
- Segugio Maremmano (361) 1. März 2018
- Anjing Kintamani-Bali (Kintamani-Bali-Hund) (362) 20. Februar 2019
- Prager Rattler (363) 29. April 2019
- Böhmischer Schäferhund (364) 29. April 2019
- Yakutskaya Laika (365) 4. September 2019
- Estnische Bracke (366) 4. September 2019
- Miniatur Amerikanischer Schäferhund (367) 4. September 2019
- Transmontano-Hirtenhund (368) 26. Februar 2020
- Continental Bulldog (369) 30. März 2022
- Valencianischer Terrier / Ratonero Valenciano (370) 14. September 2022[6]
- Ratonero Bodeguero Andaluz (371) 3. September 2024
- Kazakh Tazy (372) 3. September 2024